# Крвони
Крвони (пол. Krwony) — село в Польщі, у гміні Брудзев Турецького повіту Великопольського воєводства.
Населення — 446 осіб (2011).
У 1975-1998 роках село належало до Конінського воєводства.

## Демографія
Демографічна структура станом на 31 березня 2011 року:
|          | Загалом | Допрацездатний вік | Працездатний вік | Постпрацездатний вік |
| -------- | ------- | ------------------ | ---------------- | -------------------- |
| Чоловіки | 225     | 59                 | 150              | 16                   |
| Жінки    | 221     | 45                 | 131              | 45                   |
| Разом    | 446     | 104                | 281              | 61                   |